# مهرجان جاديماي

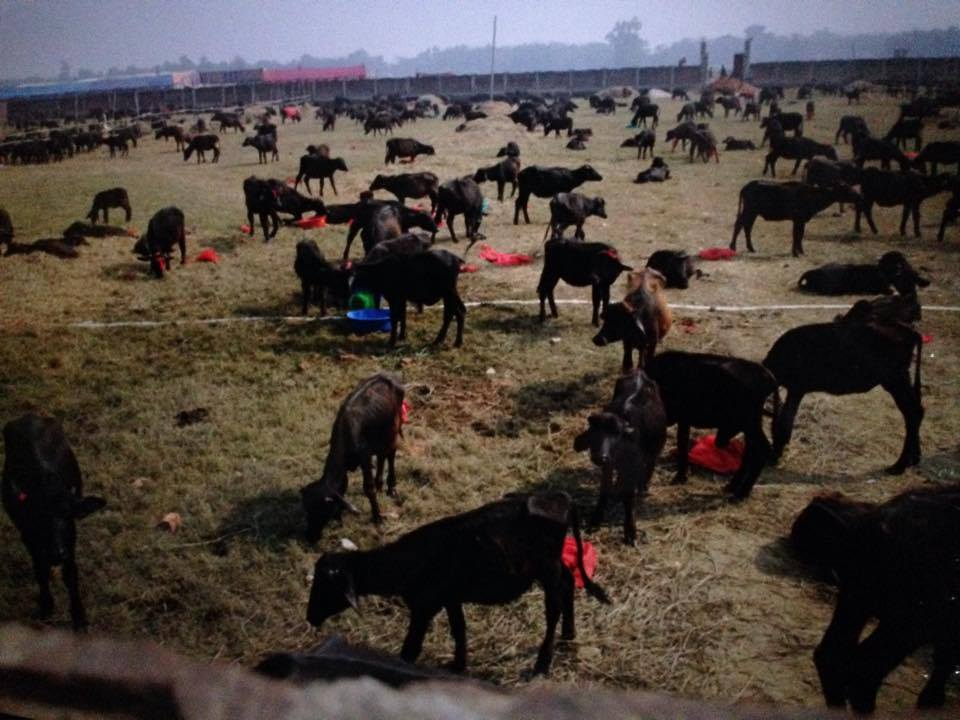

مهرجان جاديماي Gadhimai festival هو مهرجان هندوسي يستمر لمدة شهر، يعقد كل 5 سنوات في معبد جاديماي في بارياربور، في منطقة بارا، حوالي 100 ميل (160 كم) إلى الجنوب من العاصمة كاتماندو في نيبال الجنوبي، بالقرب من الحدود الهندية-النيبالية. ينطوي هذا المهرجان الهندوسي على ذبح القرابين من الحيوانات بما فيها جاموس المياه والخنازير والماعز والدجاج والفئران، والحمام - بهدف إرضاء الإلهة جاديماي Gadhimai، إلهة القوة.

## الخلفية التاريخية للمهرجان
ترجع جذور مهرجان جاديماي إلى القرن ال18 مع المالك الإقطاعي بهاجوان تشودري ومعالج قرية ال غامض دوكا كاشاديا Dukha Kachadiya. حين سجن بهاجوان تشودري في السجن قلعة ماكوانبور قبل 260 عاما. وبينما هو في السجن رأى حلما من شأنه أن يحل مشاكله إذا قام بالتضحية بسفك الدماء لإرضاء الإلهة Gadhimai، وبعبارة أخرى إذا كان قدم حيوان قرباناً لها. بعد خروجه من السجن تولى تشودري المشورة من المعالج كاشاديا. ووفقا للتقاليد في وقت تضحية تشودري ظهر ضوء في جرة الخزف التي وضعت فيها دماء القربان ومنذ ذلك الحين، استمرت القرابين كل خمس سنوات على مدى السنوات ال 260 الماضية.

## الوصف
يشارك حوالي 5 ملايين شخص في المهرجان، من ولاية مادهيش و 70٪ من أتباع العقيدة هم الناس من الولايات الهندية من ولاية أوتار براديش وبيهار. حضور المهرجان في نيبال هو التفاف على الحظر المفروض على التضحية الحيوانية في ولاياتهم الأصلية. ويعتقد المشاركون أن الذبائح الحيوانية للإلهة الهندوسية جاديماي Gadhimai سينتهي الشر ويجلب الرخاء.
في عام 2009، وقبل شهر من بدء طقوس المهرجان، أدرك الساسة في ولاية مادهيش أنه سيكون هناك «نقص شديد» من الماعز لطقوس التضحية، فضلاً عن الماعز الكافية لاستهلاك لحومها خلال فعاليات المهرجان، فبدأوا حملة إذاعية لحث المزارعين على بيع حيواناتهم.
بدأ المهرجان في الأسبوع الأول من شهر نوفمبر عام 2009، وانتهى في الأسبوع الأول من شهر ديسمبر (حتى حلول مقار سانكرانتي)، وتمارس في المهرجان عادة التضحية بالحيوانات خلال يومي 24 و 25 نوفمبر في العام 2009، بعد قيام رئيس كهنة المعبد بالشروع في طقوس التضحية التي تسمى سابتابالي Saptabali التي تشمل ذبح الفئران البيضاء والحمام والديكة والبط والخنازير وذكور جاموس المياه. تم التضحية بأكثر من 20,000 جاموس في اليوم الأول. ويقدر أنه تم قتل 500,000 حيوان خلال مهرجان جاديماي Gadhimai بعام 2009. قام أكثر من 200 رجلا بإجراء عمليات القتل في ساحة مسورة بالقرب من المعبد. توفي ثلاثة أطفال رضع من الحجاج الهنود الذين جاءوا لمشاهدة مهرجان جاديماي بسبب البرد القارس. توفي ستة هنود بعد شرب «خمرة» مغشوشة.

## التحفظات التي أثارها المهرجان
وقد دفع هذا المهرجان العديد من الاحتجاجات من قبل نشطاء حقوق الحيوان والهندوس النيباليين من منطقة الجبال. في عام 2009 قام نشطاء بعدة محاولات لوقف الطقوس، بمن فيهن بريجيت باردو ومانيكا غاندي، التي كتبت إلى الحكومة النيبالية طالبة منهم وقف القتل. وعلق مسؤول حكومي أنهم «لن يتدخلون في التقليد الذي يمارس منذ قرون للشعب المدهيشي». وقال رام بهادور بومجون، الذي يعتقد بعض من أنصاره إلى أنه تناسخ من بوذا، بأنه سيحاول وقف التضحية بالقرابين في المهرجان، والوعظ باللاعنف ونشر بركاته في المكان. وقد دفعت وعوده الحكومة لإرسال قوات إضافية لمنع وقوع أي حادث من جراء ذلك.
بعد المهرجان، تباع اللحوم، وعظام وجلود الحيوانات للشركات في الهند ونيبال.
لأن الرجال الذين يتولون دور قتل الحيوانات غير مهرة إلى حد كبير في طرق الذبح الصحيح، فهناك قلق من أن الحيوانات تعاني بلا داع، وينفقون في ميتات بطيئة ومؤلمة.

## ردود الفعل الهندية تجاه المهرجان
وجهت الوزارة الهندية للشؤون الداخلية ولايات بيهار وأوتار براديش لرصد والتأكد من عدم وصول الحيوانات إلى نيبال لغرض المهرجان.